# Fábiánháza
Fábiánháza là một thị trấn thuộc hạt Szabolcs-Szatmár-Bereg, Hungary. Thị trấn này có diện tích 27,35 km², dân số năm 2010 là 1706 người, mật độ 62 người/km².